# NGC 6721
NGC 6721 (другие обозначения — PGC 62680, ESO 141-19) — эллиптическая галактика (E) в созвездии Павлин.
Этот объект входит в число перечисленных в оригинальной редакции «Нового общего каталога».